# 6-та бригада територіальної оборони (Польща)
6-та Мазовецька бригада територіальної оборони (') — військове з'єднання військ територіальної оборони Війська Польського. Бригада дислокується у м.Радом Мазовецького воєводства.

## Структура
- штаб бригади, Західна Варшава - Цитадель
- 61 батальйон легкої піхоти, Груєць
- 62 батальйон легкої піхоти, Радом
- батальйон легкої піхоти, Плоцьк
- батальйон легкої піхоти, Ксяженіце
- батальйон легкої піхоти, Пом'єховек

## Командування
- підполковник Томаш Біялас (2017[1]-2018[2])
- полковник Ґжегож Каліцяк[2]